# Mount Dutton Bay Conservation Park
Mount Dutton Bay Conservation Park är en park i Australien. Den ligger i delstaten South Australia, omkring 300 kilometer väster om delstatshuvudstaden Adelaide. Mount Dutton Bay Conservation Park ligger 2 meter över havet.
Trakten runt Mount Dutton Bay Conservation Park är nära nog obefolkad, med mindre än två invånare per kvadratkilometer.. Närmaste större samhälle är Wangary, nära Mount Dutton Bay Conservation Park. 
Genomsnittlig årsnederbörd är 579 millimeter. Den regnigaste månaden är juni, med i genomsnitt 131 mm nederbörd, och den torraste är januari, med 16 mm nederbörd.